# لانغ لانغ
لانغ لانغ (بالصينية: 郎朗) ‏ (Láng Lǎng) هو عازف بيانو صيني من مواليد 14 حزيران/يونيو 1982.
ولد لانغ لانغ في مدينة شنيانغ، وينحدر من قومية مانشو، والتي أنجبت الكثير ممن حكموا في سلالة تشينغ في الماضي.
يعد حالياً من أشهر عازفي الييانو وقام بإحياء الكثير من حفلات الأوركسترا في الولايات المتحدة وأوروبا وكذلك الصين موطنه الأصلي والكثير من دول العالم الأخرى.

## وصلات خارجية
- لانغ لانغ على موقع IMDb (الإنجليزية)
- لانغ لانغ على موقع الموسوعة البريطانية (الإنجليزية)
- لانغ لانغ على موقع مونزينجر (الألمانية)
- لانغ لانغ على موقع ميوزك برينز (الإنجليزية)
- لانغ لانغ على موقع أول موفي (الإنجليزية)
- لانغ لانغ على موقع أول ميوزيك (الإنجليزية)
- لانغ لانغ على موقع ديسكوغز (الإنجليزية)
- لانغ لانغ على موقع قاعدة بيانات الفيلم (الإنجليزية)
- لانغ لانغ على موقع كينوبويسك (الروسية)

- الموقع الرسمي